# Tři smrky
Tři smrky se nacházejí na katastrálním území vesnice Ruprechtov v okrese Vyškov na místě, které se nazývá "Na prostředních", "Na barvínku", či "Na krchůvku". Bezprostředně sousedí se zaniklou středověkou osadou Vilémov.
Smrky nechal zasadit v 70. letech 19. století majitel zámku v Račicích baron von Palm. Původně se jednalo o čtyři smrky, z nichž jeden byl kdysi zasažen bleskem a uschnul.
Dnes rostou na louce uprostřed lesa smrky tři, z nichž největší má atypicky rozložitou korunu s několika výhonky. V této lokalitě se natáčely některé scény z filmu Kuky se vrací.
V současné době (2025) zde již zůstal živý pouze jeden ze smrků. Ostatní dva odumřely v důsledku několika suchých let a napadení lýkožroutem.

## Fotogalerie

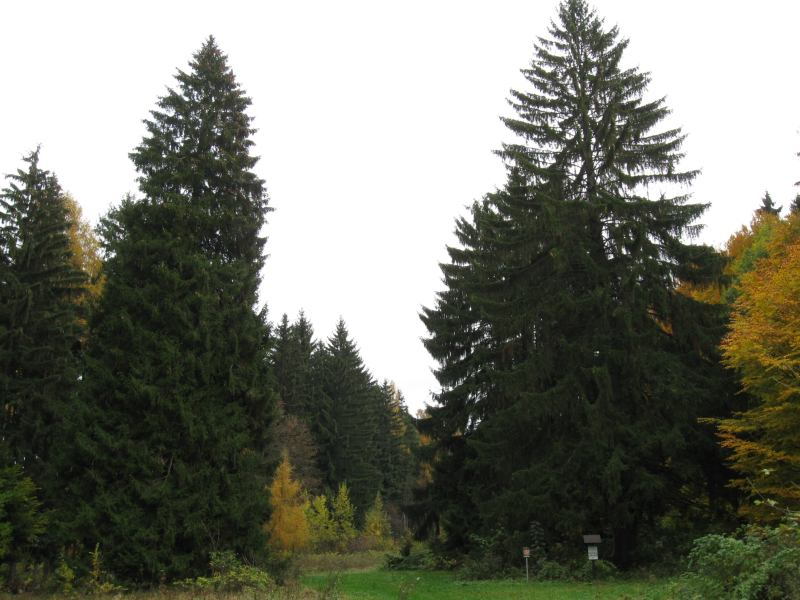
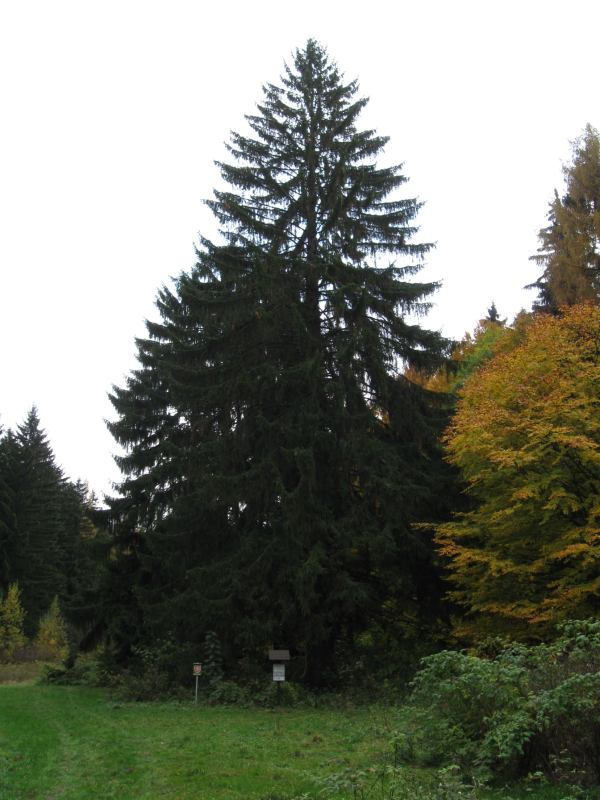
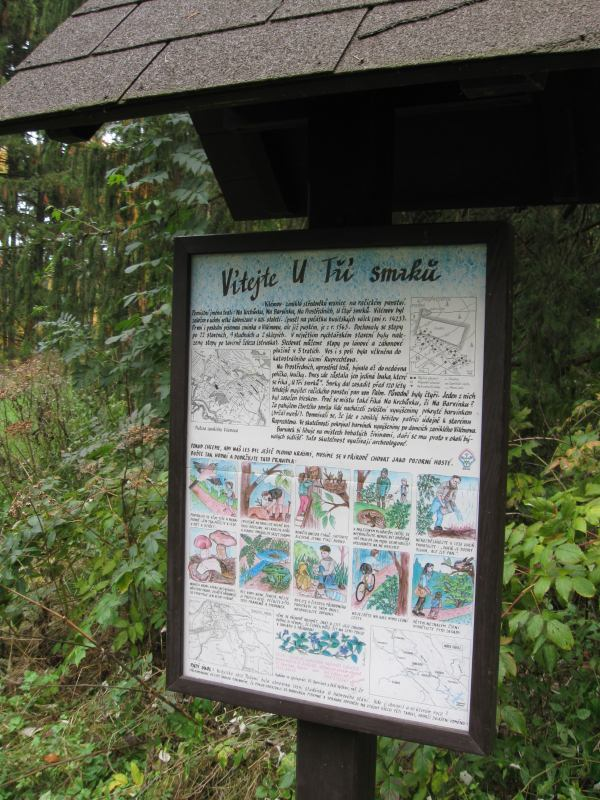
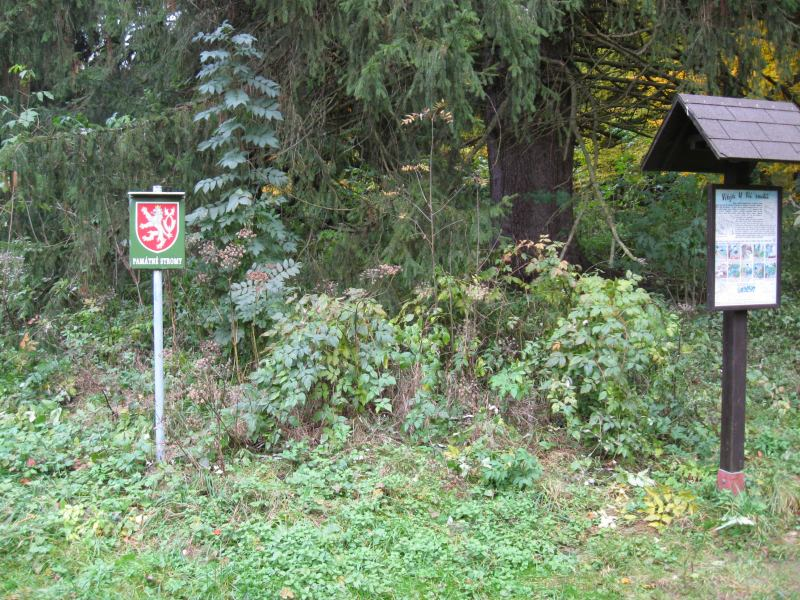
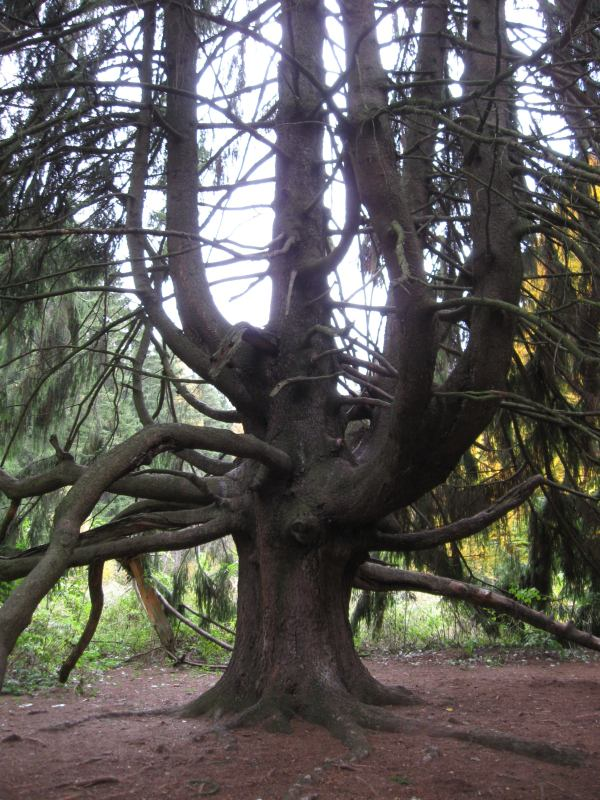
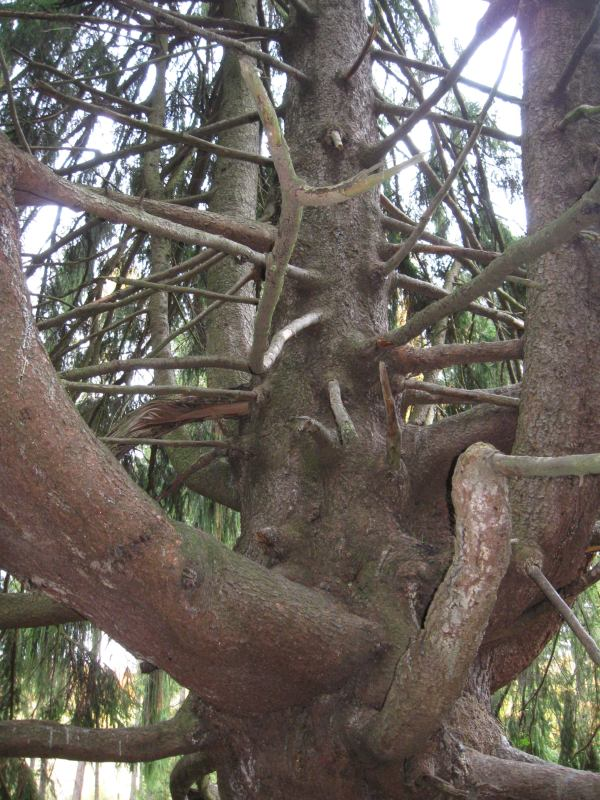
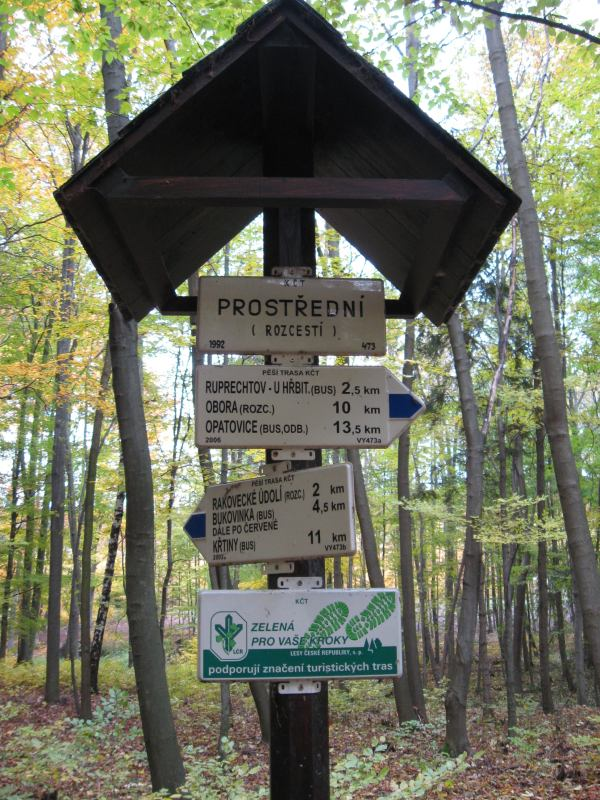